# Lisa Gherardini
Pour les articles homonymes, voir Mona Lisa et Gherardini.
Lisa  (15 juin 1479, Florence - 15 juillet 1542), aussi connue sous le nom de Monna Lisa (orthographié Mona en anglais), Lisa di Antonio Maria (Antonmaria) Gherardini et de Lisa del Giocondo en italien, est un  membre de la famille Gherardini de Florence. Elle est très certainement le modèle de La Joconde, portrait commandé par son mari et peint par Léonard de Vinci.
Peu de choses sont connues sur la vie de Lisa. Née à Florence, mariée très jeune à un commerçant bien plus âgé qu'elle et qui devint plus tard un fonctionnaire local, elle est mère de cinq enfants et a dû mener une vie confortable et ordinaire d'une personne de classe moyenne.
Des siècles après sa mort, son portrait est devenu une des peintures les plus célèbres de l'histoire de l'art. Les recherches et les travaux des spécialistes ont fait de ce tableau une icône de l'art mondialement reconnue et une référence courante dans la culture populaire.
L'identité de la femme représentée sur le tableau a été discutée mais, au cours du XXIe siècle, Lisa Gherardini a été définitivement identifiée comme étant le modèle de La Joconde.

## Biographie

### Naissance et adolescence
Issue de l'une des plus anciennes familles patriciennes toscanes, Lisa est née à Florence le 15 juin 1479 sur la Via Maggio bien que pendant de nombreuses années, on ait pensé qu'elle était née dans une des propriétés rurales de la famille, la villa Vignamaggio juste en dehors de Greve in Chianti. Elle porte le nom de Lisa, nom d'une des femmes de son grand-père paternel. Aînée de six enfants, Lisa a trois sœurs, dont l'une est nommée Ginevra, et trois frères, Giovangualberto, Francesco, et Noldo.

### Lieux de vie
La famille vit à Florence, à l'origine près de la basilique de la Sainte-Trinité et plus tard dans l'espace loué à proximité de la basilique du Saint-Esprit, car il semble qu'ils n'étaient pas en mesure de faire des réparations sur leur ancienne maison devenue vétuste. La famille de Lisa déménage vers ce qui s'appelle aujourd'hui la Via dei Pepi, puis près de la basilique Sainte-Croix, où ils vivent près de Ser Piero da Vinci, le père de Léonard de Vinci. Ils sont également propriétaires d'une petite maison de campagne à San Donato dans le village de Poggio à 32 kilomètres au sud de la ville. Noldo, le père et le grand-père de Lisa, ont hérité d'une ferme dans le Chianti près de l'hôpital Santa Maria Nuova. Gherardini obtient un bail pour une autre ferme, et la famille passe ses étés dans une maison nommée Ca' di Pesa afin de superviser la récolte de blé.

### Mariage
Le 5 mars 1495, Lisa se marie, à l'âge de 15 ans, avec Francesco di Bartolomeo di Zanobi del Giocondo, un marchand d'étoffes florentin, devenant sa seconde épouse. La dot de Lisa est de 170 florins et la ferme de San Silvestro près de chez sa famille. Cela montre que la famille Gherardini n'était pas riche à ce moment-là et on peut penser qu'elle et son mari s'aimaient. La propriété se situe entre Castellina et San Donato in Poggio, près de deux fermes qui appartiendront plus tard à Michel-Ange. Ni pauvre, ni riche à Florence, le couple fait partie de la classe moyenne. Lisa obtient grâce à son mariage un meilleur statut social car la famille de son mari était plus riche que la sienne. De son côté, Francesco semble bénéficier de l'aura du nom de Gherardini considéré comme un « ancien nom ». Ils vivent dans un logement partagé jusqu'au 5 mars 1503, date à laquelle Francesco peut acheter une vieille maison voisine de sa famille dans la Via della Stufa. Léonard de Vinci, semble commencer à peindre le portrait de Lisa la même année,.

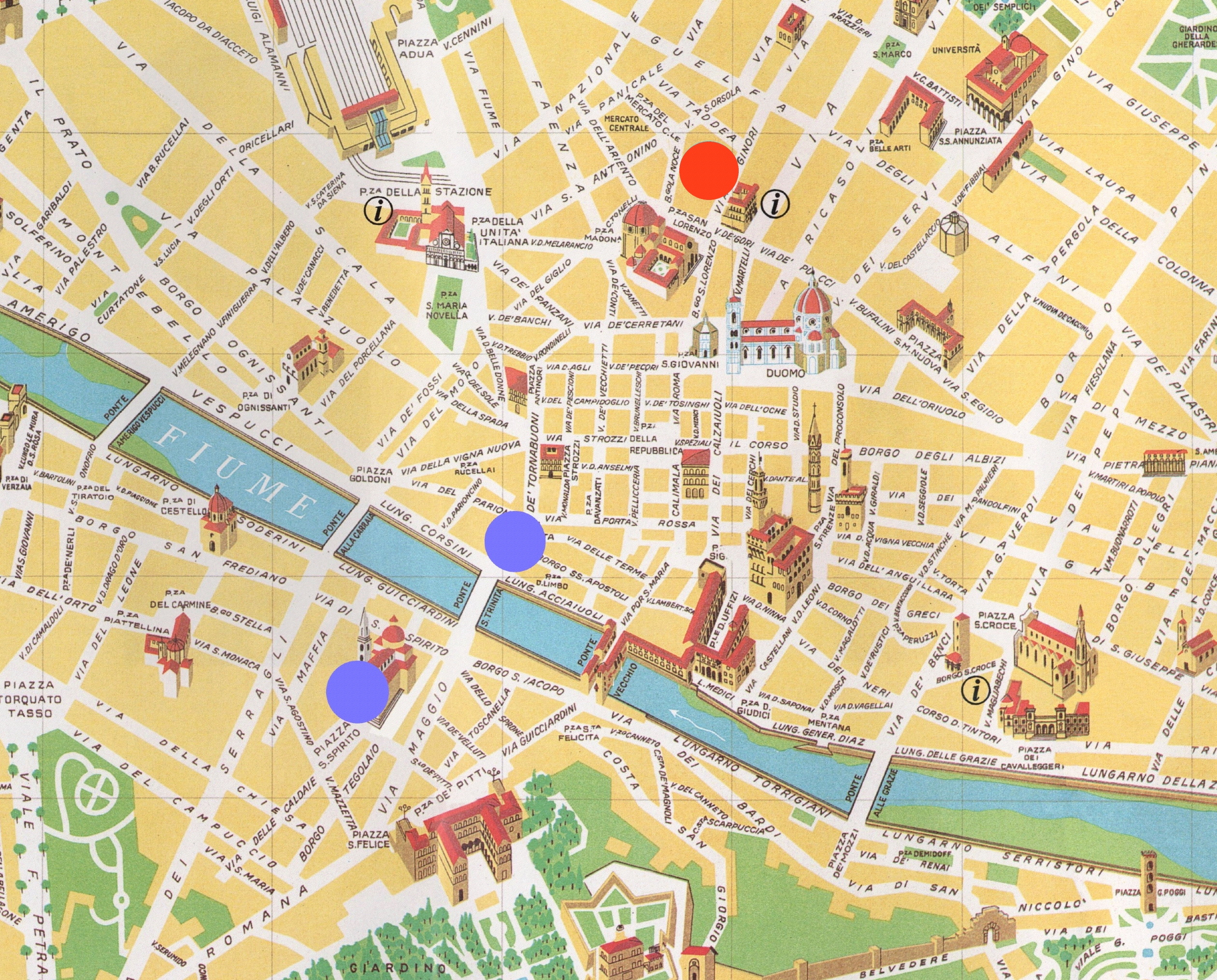
Centre-ville de Florence. Francesco et Lisa vivent sur la Via della Stufa (rouge), à environ 1 km au nord de l'Arno. Les parents de Lisa vivent près du fleuve, au début au nord puis au sud (violet).

### Enfants
Lisa et Francesco ont six enfants : Piero, Camilla, Andrea, Giocondo, Marietta et une autre fille dont le prénom n'est pas connu. Quatre d'entre eux meurent entre 1496 et 1507. Lisa élève également Bartolomeo, le fils de Francesco et de sa première épouse, Camilla di Mariotto Rucellai, qui est morte lorsque son fils avait un an.
Camilla et Marietta deviennent des religieuses catholiques. Camilla prend le nom de sœur Béatrice et entre dans le couvent de San Domenico di Cafaggio, où elle est confiée aux soins de la sœur d'Antonmaria, sœur Albiera et des sœurs de Lisa, sœur Camilla — qui n'était pas chaste et a été acquittée dans une affaire de  visite de quatre hommes au couvent — et Sœur Alessandra. Béatrice meurt à l'âge de 18 ans et est enterrée dans la basilique Santa Maria Novella. Lisa développe une relation avec Sant'Orsola, un couvent très estimé à Florence, où elle peut placer Marietta en 1521. Celle-ci prend le nom de sœur Ludovica et devient un membre respecté du couvent en occupant certaines responsabilités.
Francesco devient un fonctionnaire de Florence. Il est élu à la  Dodici Buonomini en 1499 et à la Seigneurie en 1512, où il est confirmé comme Priori en 1524. Il est possible qu'il ait des liens politiques ou économiques avec la maison de Médicis. En 1512, lorsque le gouvernement de Florence craint le retour d'exil des Médicis, Francesco est emprisonné et condamné à une amende de 1 000 florins. Il est libéré en septembre au retour des Médicis,.

### Veuvage
Selon une source, Francesco meurt lors de la peste de 1538. Lisa tombe malade et est prise en charge par sa fille Ludovica au couvent de Sant'Orsola, où elle s'éteint quatre ans plus tard, à l'âge de 63 ans,. Selon une autre, Francesco a vécu jusqu'à 80 ans. Il est mort en 1539, et Lisa aurait pu vivre jusqu'en 1551, c'est-à-dire jusqu'à 71 ou 72 ans.
En juin 1537, de nombreuses dispositions sont données dans son testament. Francesco retourne la dot de Lisa, lui donne ses vêtements et les bijoux et aide à son avenir. Il confie sa femme aux soins de leur fille Ludovica, et si possible, de Bartolomeo. À ce propos, Francesco écrit, « compte tenu de l'affection et l'amour du testateur à Mona Lisa, son épouse bien-aimée, en considération du fait que Lisa a toujours agi avec un esprit noble et comme une épouse fidèle ; souhaite qu'elle dispose de tout ce dont elle a besoin... ».

### Mécène et amateur d'art
À l'instar d'autres Florentins de niveau social équivalent, la famille de Francesco est amatrice d'art et mécène. Son fils Bartolomeo a demandé à Antonio di Domenico Mazzieri de peindre une fresque dans le  caveau familial de la basilique de la Santissima Annunziata. Andrea del Sarto peint une madone pour un autre membre de sa famille. Francesco a passé commande à Léonard d'un portrait de sa femme et à Domenico Puligo d'une peinture de saint François d'Assise.

## La Joconde

La Joconde par Léonard de Vinci, Musée du Louvre.

Francesco semble avoir commandé le portrait de Lisa pour célébrer deux faits ou bien l'un d'entre eux. En effet, cette commande arrive au moment où naît son second fils Andrea, en décembre 1502, après le deuil d'une de leurs premières filles en 1499,. Le deuxième fait est l'achat d'une maison familiale en 1503,.

### Description succincte
La Joconde, peinte au début du XVIe siècle, a tous les attributs de l'époque pour un portrait de femme vertueuse, ce qui était courant en période de deuil. Lisa est dépeinte comme une épouse fidèle car sa main droite repose sur sa gauche qui retient une couverture. Léonard présente Lisa comme une femme à la mode et aisée, peut-être plus aisée qu'elle n'était vraiment. Aucun indice ne représente un rang aristocratique. Ses vêtements sombres et son voile noir sont dus à l'obscurcissement des vernis successifs. Le portrait est très grand, sa taille est égale à celle des commandes des riches mécènes d'art, mais la composition, montrant le modèle aussi largement encadré, est atypique pour l'époque. Cette extravagance a été expliquée comme un signe d'aspiration sociale de Francesco et Lisa.
Giorgio Vasari rapporta que les sourcils de Mona Lisa avaient été peints. Une analyse spectroscopique à haute résolution a permis de confirmer l'hypothèse de Daniel Arasse émise dans son livre Leonardo da Vinci (1997), selon laquelle les sourcils peints à l'origine par de Vinci ont ensuite été enlevés, notamment parce qu'ils n'étaient pas en vogue au milieu du XVIe siècle. Vasari rapporta également que Vinci employa pendant les séances de pose des mimes et des joueurs de flûte pour prolonger sur le visage son expression subtile.

### Création

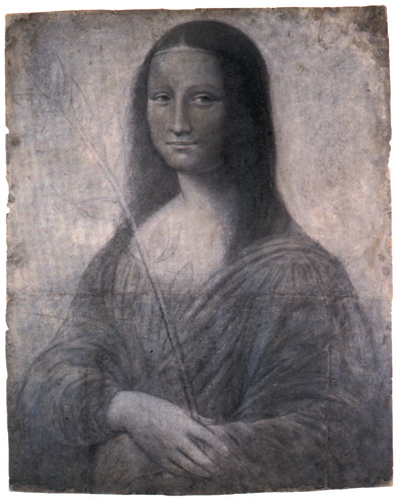
Esquisse de La Joconde attribuée à Léonard de Vinci.

Léonard n'a aucun revenu au cours du printemps 1503, ce qui peut en partie expliquer son intérêt pour un portrait privé,. Mais plus tard, il doit retarder ses travaux sur La Joconde quand il reçoit le paiement pour le démarrage de La Bataille d'Anghiari, qui est une commande d'une valeur plus élevée et qu'il doit par contrat achever en février 1505. En 1506, Léonard achève le portrait. Il n'est pas rémunéré pour son travail et ne le livre pas à son client,. L'artiste l'emporte avec lui tout au long de sa vie, et il a peut-être pu la terminer de nombreuses années plus tard en France, éventuellement en 1516.

### Titre
Le titre du tableau remonte à 1550. Giorgio Vasari, connaissant une partie de la famille de Francesco écrit: « Léonard a entrepris de peindre, pour Francesco del Giocondo, le portrait de Mona Lisa, sa femme » (Prese Lionardo a fare per Francesco del Giocondo il ritratto di mona Lisa sua moglie). Le titre du portrait en italien (La Gioconda) et en français (La Joconde) sont des références au nom de mariée de Lisa ainsi que son surnom féminisé sur celui de son mari,.

### Identité

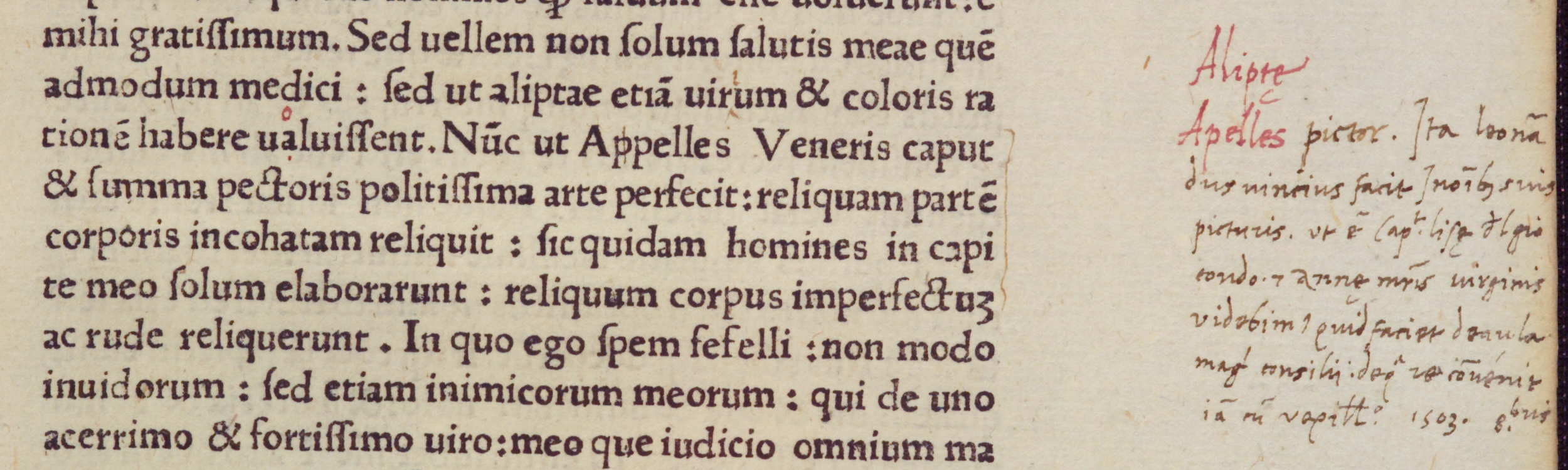
Note d'Agostino Vespucci en marge d'un livre de l'université de Heidelberg, identifiant le modèle comme étant Lisa Gherardini.

En 2005, un expert de la Bibliothèque de l'Université de Heidelberg a découvert une note en marge d'un livre sur Cicéron, dans la collection de la bibliothèque, qui a établi avec certitude la vision traditionnelle que la personne représentée était Lisa. Sur l'annotation, datée de 1503, un officier de la chancellerie florentine, Agostino Vespucci, comparait De Vinci au grand peintre classique Apelle et ajoutait qu'il peignait en ce moment le portrait de Lisa del Giocondo, permettant de relier avec exactitude, la date et l'œuvre d'art.

### Renommée
Les différentes hypothèses attribuèrent le nom de Lisa à au moins quatre peintures différentes et son identité à au moins dix personnes différentes. À la fin du XXe siècle, la peinture est devenue une icône mondiale qui a été utilisée dans plus de 300 autres peintures et 2000 publicités, apparaissant à une moyenne d'une nouvelle annonce chaque semaine.
La peinture entre dans la collection royale de François Ier en 1518, malgré le fait que Salaï, élève et deuxième héritier de Léonard, ait rapporté la peinture en Italie. Aujourd'hui, environ 6 millions de personnes visitent la peinture chaque année au musée du Louvre à Paris, où elle fait partie de la collection nationale française.
- (en) Giuseppe Pallanti, Mona Lisa Revealed : The True Identity of Leonardo's Model, Skira, Florence, 2006.  (ISBN 8-8762465-9-2)